# 1991 TY
1991 TY är en asteroid i huvudbältet som upptäcktes den 2 oktober 1991 av den australiensiske astronomen Robert H. McNaught vid Siding Spring-observatoriet.